# Краснооктябрьское сельское поселение (Ростовская область)
Краснооктябрьское сельское поселение — муниципальное образование в Весёловском районе Ростовской области.
Административный центр поселения — хутор Красный Октябрь.

## Административное устройство
В состав Краснооктябрьского сельского поселения входят:
- хутор Красный Октябрь;
- хутор Казачий;
- хутор Красный Маныч;
- хутор Показатель;
- хутор Прогресс.

## Население
| 2010  | 2012  | 2013  | 2014  | 2015  | 2016  | 2017  |
| ----- | ----- | ----- | ----- | ----- | ----- | ----- |
| 2542  | ↘2481 | ↘2468 | ↘2451 | ↘2421 | ↘2402 | ↘2398 |
| 2018  | 2019  | 2020  | 2021  |       |       |       |
| ↘2370 | ↘2353 | ↘2327 | ↘2274 |       |       |       |

### Известные люди
- Потапов Василий Петрович (1937—2005) — чемпион Ростовской области (1963), чемпион Северного Кавказа (1972), рекордсмен РСФСР и СССР (1973) по гиревому спорту.